# Seznam židovských modliteb a požehnání
| Židé a judaismus |
| Židé • Judaismus • Kdo je Žid |
| Ortodoxní • Konzervativní (Masorti) Progresivní (Reformní - Liberální) • Ultraortodoxní Samaritáni • Falašové • Karaité                                                                                            |
| Etnické skupiny a jazyky |
| Aškenázové • Sefardové • Mizrachim Hebrejština • Jidiš • Ladino • Ge'ez • Buchori |
| Populace (vývoj) |
| Evropa • Amerika • Asie • Afrika • Austrálie |
| Náboženství |
| Bůh • Principy víry • Boží jména 613 micvot • Halacha • Noachidské zákony Mesiáš • Eschatologie |
| Židovské myšlení, filosofie a etika |
| Židovská filosofie Cdaka • Musar • Vyvolenost Chasidismus • Kabala • Haskala |
| Náboženské texty |
| Tóra • Tanach • Mišna • Talmud • Midraš Tosefta • Mišne Tora • Šulchan aruch Sidur • Machzor • Pijut • Zohar |
| Životní cyklus, tradice a zvyky |
| Obřízka • Pidjon ha-ben • Simchat bat • Bar micva Šiduch • Svatba • Ketuba • Rozvod (Get) • Pohřeb Kašrut • Židovský kalendář • Židovské svátky Talit • Tfilin • Cicit • Kipa Mezuza • Menora • Šofar • Sefer Tora |
| Významné postavy židovství |
| Abrahám • Izák • Jákob • Mojžíš Šalomoun • David • Elijáš • Áron Maimonides • Nachmanides • Raši Ba'al Šem Tov • Ga'on z Vilna • Maharal                                                                           |
| Náboženské budovy a instituce |
| Chrám • Synagoga • Ješiva • Bejt midraš Rabín • Chazan • Dajan • Ga'on Kohen (kněz) • Mašgiach • Gabaj • Šochet Mohel • Bejt din • Roš ješiva                                                                      |
| Židovská liturgie |
| Šema • Amida • Kadiš Minhag • Minjan • Nosach Šacharit • Mincha • Ma'ariv • Musaf |
| Dějiny Židů |
| starověk • středověk • novověk |
| Blízká témata |
| Antisemitismus • Gój • Holocaust • Izrael Filosemitismus • Sionismus Abrahámovská náboženství |
| z • d • e |

Toto je seznam některých židovských požehnání. Většina požehnání začíná úvodní formulí
‎
Transliterace: Baruch ata Adonaj Elohejnu melech ha-olam...
Překlad: „Buď požehnán, Hospodine, Bože náš, králi všehomíra...“

## Modlitby a požehnání, které mají svůj vlastní článek
- Amida - עמידה - Hlavní modlitba židovské liturgie sestávající z devatenácti požehnání.

- Šema Jisra'el - שמע ישראל - Vyznání víry.

- Kadiš - קדיש - Aramejský chvalozpěv zaměřený na velebení a posvěcení Božího jména.

- Halel - הלל - Žalmy 113–118, recitované jako výraz chvály během židovských svátků. vyskytuje se ve dvou podobách - poloviční a celý Halel.

- Šehechejanu - שהחינו- Požehnání pro zvláštní příležitosti.

## Požehnání nad pokrmy, nápoji a vůněmi

### Požehnání před jídlem a nápoji

#### Před umytím rukou
‎
Transkripce: Baruch ata Adonaj Elohejnu melech ha-olam, ašer kidšanu be-micvotav ve-civanu al netilat jadajim.
Překlad: „Požehnaný jsi Ty, Hospodine, Bože náš, Králi všehomíra, jenž jsi nás posvětil Svými přikázáními a přikázal nám umývání rukou.“

#### Nad chlebem
‎
Transkripce: Baruch ata Adonaj Elohejnu melech ha-olam, ha-moci lechem min ha-arec.
Překlad: „Požehnaný jsi Ty, Hospodine, Bože náš, Králi všehomíra, jenž dáváš chlebu vyrůst ze země.“

#### Nad pokrmy z pšenice, ječmene, žita, ovsa, špaldy nebo rýže
‎
Transkripce: Baruch ata Adonaj Elohejnu melech ha-olam, bore minej mezonot.
Překlad: „Požehnaný jsi Ty, Hospodine, Bože náš, Králi všehomíra, stvořiteli různých pokrmů.“

#### Nad vínem
‎
Transkripce: Baruch ata Adonaj Elohejnu melech ha-olam, bore pri ha-gafen.‏
Překlad: Požehnaný jsi Ty, Hospodine, Bože náš, Králi všehomíra, stvořiteli plodu vinné révy.

#### Nad plody stromů
‎
Transkripce: Baruch ata Adonaj Elohejnu melech ha-olam, bore pri ha-ec.
Překlad: „Požehnaný jsi Ty, Hospodine, Bože náš, Králi všehomíra, stvořiteli plodu stromu.“

#### Nad plody, které rostou pouze ze země (zelenina atd.)
‎
Transkripce: Baruch ata Adonaj Elohejnu melech ha-olam, bore pri ha-adama.
Překlad: „Požehnaný jsi Ty, Hospodine, Bože náš, Králi všehomíra, stvořiteli plodu země.“

#### Nad jinými pokrmy nebo nápoji
‎
Transkripce: Baruch ata Adonaj Elohejnu melech ha-olam, še-ha-kol nihje bi-dvaro.
Překlad: Požehnaný jsi Ty, Hospodine, Bože náš, Králi všehomíra, skrze jehož slovo se vše stává.

## Požehnání nad micvot

### Požehnání během svátků

#### Pro zapalování světel na šabat
‎
Transkripce: Baruch ata Adonaj Elohejnu melech ha-olam, ašer kidšanu be-micvotav ve-civanu le-hadlik ner šel šabat.
Překlad: „Požehnaný jsi Ty, Hospodine, Bože náš, Králi všehomíra, jenž jsi nás posvětil Svými přikázáními a přikázal nám zapalovat šabatové světlo.“

#### Pro zapalování světel na svátky
‎
Transkripce: Baruch ata Adonaj Elohejnu melech ha-olam, ašer kidšanu be-micvotav ve-civanu le-hadlik ner šel (šabat ve-šel) jom tov.
Překlad: „Požehnaný jsi Ty, Hospodine, Bože náš, Králi všehomíra, jenž jsi nás posvětil Svými přikázáními a přikázal nám zapálit světlo (šabatové a) sváteční.“

#### Pro zapalování světel na Jom kipur
‎
Transkripce: Baruch ata Adonaj Elohejnu melech ha-olam, ašer kidšanu be-micvotav ve-civanu le-hadlik ner šel (šabat ve-šel) Jom ha-kipurim.
Překlad: „Požehnaný jsi Ty, Hospodine, Bože náš, Králi všehomíra, jenž jsi nás posvětil Svými přikázáními a přikázal nám zapálit světlo (na šabat a) na Jom kipur.“

#### Požehnání při konci šabatu
‎
Transkripce: Baruch ata Adonaj Elohejnu melech ha-olam, bore me'orej ha-eš.
Překlad: „Požehnaný jsi, Hospodine, Bože náš, králi všehomíra, jenž tvoříš plameny ohně.“
Po vyslovení požehnání nad vínem, vonným kořením a ohněm se říká následující:
‎
Transkripce: Baruch ata Adonaj Elohejnu melech ha-olam, ha-mavdil bejn kodeš le-chol, bejn or le-chošech, bejn Jisra'el la-amim, bejn jom ha-švi'i le-šešet jemej ha-ma'ase. Baruch ata Adonaj, ha-mavdil bejn kodeš le-chol.
Překlad: „Požehnaný jsi Ty, Hospodine, Bože náš, Králi všehomíra, jenž odděluješ svaté od všedního, světlo od tmy, Izrael a pronárody, sedmý den a šest dní práce. Požehnaný jsi Ty, Hospodine, Bože náš, Králi všehomíra, jenž odděluješ svaté od všedního.“

#### Před zapalováním světel na Chanuku
Při zapalování chanukových svící jsou pronášena dvě požehnání. První noc se navíc pronáší i požehnání Šehechejanu.
‎
Transkripce: Baruch ata Adonaj Elohejnu melech ha-olam, ašer kidšanu be-micvotav ve-civanu le-hadlik ner (šel) chanuka.
Překlad: „Požehnaný jsi Ty, Hospodine, Bože náš, Králi všehomíra, jenž jsi nás posvětil Svými přikázáními a přikázal nám zapalovat chanuková světla.“

#### Požehnání nad zázraky Chanuky
‎
Transkripce: Baruch ata Adonaj Elohejnu melech ha-olam, še-asa nisim la-avotejnu ba-jamim ha-hem ba-zman ha-ze.
Překlad: „Požehnaný jsi Ty, Hospodine, Bože náš, Králi všehomíra, jenž jsi učinil v oněch dnech zázraky našim otcům v tomto čase.“

### Další požehnání nad micvot

#### Při připevňování mezuzy na zárubně dveří
‎
Transkripce: Baruch ata Adonaj Elohejnu melech ha-olam, ašer kidšanu be-micvotav ve-civanu likbo'a mezuza.
Překlad: „Požehnaný jsi Ty, Hospodine, Bože náš, Králi všehomíra, jenž jsi nás posvětil Svými přikázáními a přikázal nám upevnit mezuzu.“

#### Před postavením zábradlí na střeše příbytku
‎
Transkripce: Baruch ata Adonaj Elohejnu melech ha-olam, ašer kidšanu be-micvotav ve-civanu la-asot ma'ake.
Překlad: „Požehnaný jsi Ty, Hospodine, Bože náš, Králi všehomíra, jenž jsi nás posvětil Svými přikázáními a přikázal nám postavit zábradlí.“

#### Před ponořením kovového nebo skleněného nádobí, které bylo získáno od pohana, do mikve
‎
Transkripce: Baruch ata Adonaj Elohejnu melech ha-olam, ašer kidšanu be-micvotav ve-civanu al tvilat kli (kelim).
Překlad: „Požehnaný jsi Ty, Hospodine, Bože náš, Králi všehomíra, jenž jsi nás posvětil Svými přikázáními a přikázal nám ponořit nádobu (nádoby).“

#### Oddělování chaly
‎
Transkripce: Baruch ata Adonaj Elohejnu melech ha-olam, ašer kidšanu be-micvotav ve-civanu le-hafriš chala min ha-isa.
Překlad: „Požehnaný jsi Ty, Hospodine, Bože náš, Králi všehomíra, jenž jsi nás posvětil Svými přikázáními a přikázal nám oddělit chalu z těsta.“

#### Oddělení trumy a desátku z pokrmů zErec Jisra'el
‎
Transkripce: Baruch ata Adonaj Elohejnu melech ha-olam, ašer kidšanu be-micvotav ve-civanu le-hafriš trumot u-ma'asrot.
Překlad: „Požehnaný jsi Ty, Hospodine, Bože náš, Králi všehomíra, jenž jsi nás posvětil Svými přikázáními a přikázal nám oddělit trumu a desátky.“
Jestliže druhý desátek nebyl oddělen, musí být vykoupen a říká se před prohlášením o vykoupení následující požehnání. Jestliže není jisté, zda byl druhý desátek vykoupen, požehnání se vynechává.
‎
Transkripce: Baruch ata Adonaj Elohejnu melech ha-olam, ašer kidšanu be-micvotav ve-civanu li-fdot ma'aser šeni.
Překlad: „Požehnaný jsi Ty, Hospodine, Bože náš, Králi všehomíra, jenž jsi nás posvětil Svými přikázáními a přikázal nám vykoupit druhý desátek.“

## Děkovná požehnání a požehnání nad přírodními jevy

### Požehnání týkající se meteorologických jevů
Požehnání týkající se meteorologických jevů se recitují jen jednou za den, pouze pokud by se obloha úplně vyčistila od mraků a ty se pak vrátily, je možné požehnání recitovat znovu. 
Zbylá požehnání (pokud není uvedeno jinak) se říkají pouze po uplynutí třiceti dnů. 

#### Při spatření blesku nebo při spatření neobvyklých přírodních jevů nebo útvarů
‎
Transkripce: Baruch ata Adonaj Elohejnu melech ha-olam, ose ma’ase berešit.
Překlad: „Požehnaný jsi Ty, Hospodine, Bože náš, Králi všehomíra, činící dílo stvoření.“

#### Při spatření oceánu nebo moře
‎
Transkripce: Baruch ata Adonaj Elohejnu melech ha-olam, še-asa et ha-jam ha-gadol.
Překlad: „Požehnaný jsi Ty, Hospodine, Bože náš, Králi všehomíra, jenž jsi učinil veliké moře.“

#### Při spatření duhy
‎
Transkripce: Baruch ata Adonaj Elohejnu melech ha-olam, zocher ha-brit ve-ne’eman brito ve-kajam ba-ma’amaro.
Překlad: Požehnaný jsi Ty, Hospodine, Bože náš, Králi všehomíra, jenž si pamatuje smlouvu, je věrný Své smlouvě a plní Své slovo.

#### Při spatření krásných lidí, zvířat, rostlin nebo věcí
‎
Transkripce: Baruch ata Adonaj Elohejnu melech ha-olam, še-kacha lo be-olamo.
Překlad: Požehnaný jsi Ty, Hospodine, Bože náš, Králi všehomíra, jenž má toto ve Svém světě.

#### Při spatření kvetoucích stromů na jaře (toto požehnání se říká jenom jednou za rok)
‎
Transkripce: Baruch ata Adonaj Elohejnu melech ha-olam, še-lo chiser ba-olamo davaru-vara vo brijot tovot ve-ilanot tovim le-hanot ba-hem bnej adam.
Překlad: „Požehnaný jsi Ty, Hospodine, Bože náš, Králi všehomíra, v jehož světě není nedostatku a stvořil jsi krásné tvory a stromy, aby se jimi lidé potěšili.“

#### Při spatření učence znalého v Tóře
‎
Transkripce: Baruch ata Adonaj Elohejnu melech ha-olam, še-chalak me-chochmato li-re’av.
Překlad: „Požehnaný jsi Ty, Hospodine, Bože náš, Králi všehomíra, jenž jsi udělil podíl ze Své moudrosti těm, kteří se Tě bojí.“

#### Při spatření světského učence
‎
Transkripce: Baruch ata Adonaj Elohejnu melech ha-olam, še-lo chiser ba-olamo davaru-vara vo brijot tovot ve-ilanot tovim le-hanot ba-hem bnej adam.
Překlad: „Požehnaný jsi Ty, Hospodine, Bože náš, Králi všehomíra, jenž jsi daroval Svou moudrost lidem.“

#### Při setkáním s přítelem, který přežil vážnou nemoc (říká se jenom při prvním setkání)
‎
Transkripce: Brich rachmana Malka de-alma di jahabach lan ve-la jahabach le-afra.
Překlad: „Požehnaný je milosrdný Král světa, který nám tě dal a nedal tě prachu.“

#### Při spatření zničené synagogy nebo při zaslechnutí špatných zpráv
‎
Transkripce: Baruch (ata Adonaj Elohejnu melech ha-olam), dajan ha-emet.
Překlad: „Požehnaný (jsi Ty, Hospodine, Bože náš, Králi všehomíra), spravedlivý soudce.“

#### Při spatření zničené synagogy, která byla znovuvybudována do své dřívější velikosti
‎
Transkripce: Baruch ata Adonaj Elohejnu melech ha-olam, maciv gvul le-almana.
Překlad: „Požehnaný (jsi Ty, Hospodine, Bože náš, Králi všehomíra), který jsi určil hranici vdově.“

#### Při spatření místa, kde někdo unikl velkému nebezpečí
‎
Transkripce: Baruch ata Adonaj Elohejnu melech ha-olam, še-asa li nes ba-makom ha-ze.
Překlad: „Požehnaný jsi Ty, Hospodine, Bože náš, Králi všehomíra, jenž jsi učinil pro mě zázrak na tomto místě.“

#### Při zaslechnutí hromu
‎
Transkripce: Baruch ata Adonaj Elohejnu melech ha-olam, še-kocho u-gvurato male olam.
Překlad: „Požehnaný jsi Ty, Hospodine, Bože náš, Králi všehomíra, jehož Síla a Moc naplňuje svět.“

#### Při zaslechnutí dobrých zpráv
‎
Transkripce: Baruch ata Adonaj Elohejnu melech ha-olam, ha-tov ve-ha-metiv.
Překlad: „Požehnaný jsi Ty, Hospodine, Bože náš, Králi všehomíra, jenž jsi dobrý a činí dobré.“

### Různá požehnání

#### Při prvním oblékání nového oblečení
‎
Transkripce: Baruch ata Adonaj Elohejnu melech ha-olam, malbiš arumim.
Překlad: „Požehnaný jsi Ty, Hospodine, Bože náš, Králi všehomíra, jenž odíváš nahé.“